# Hiyayakko

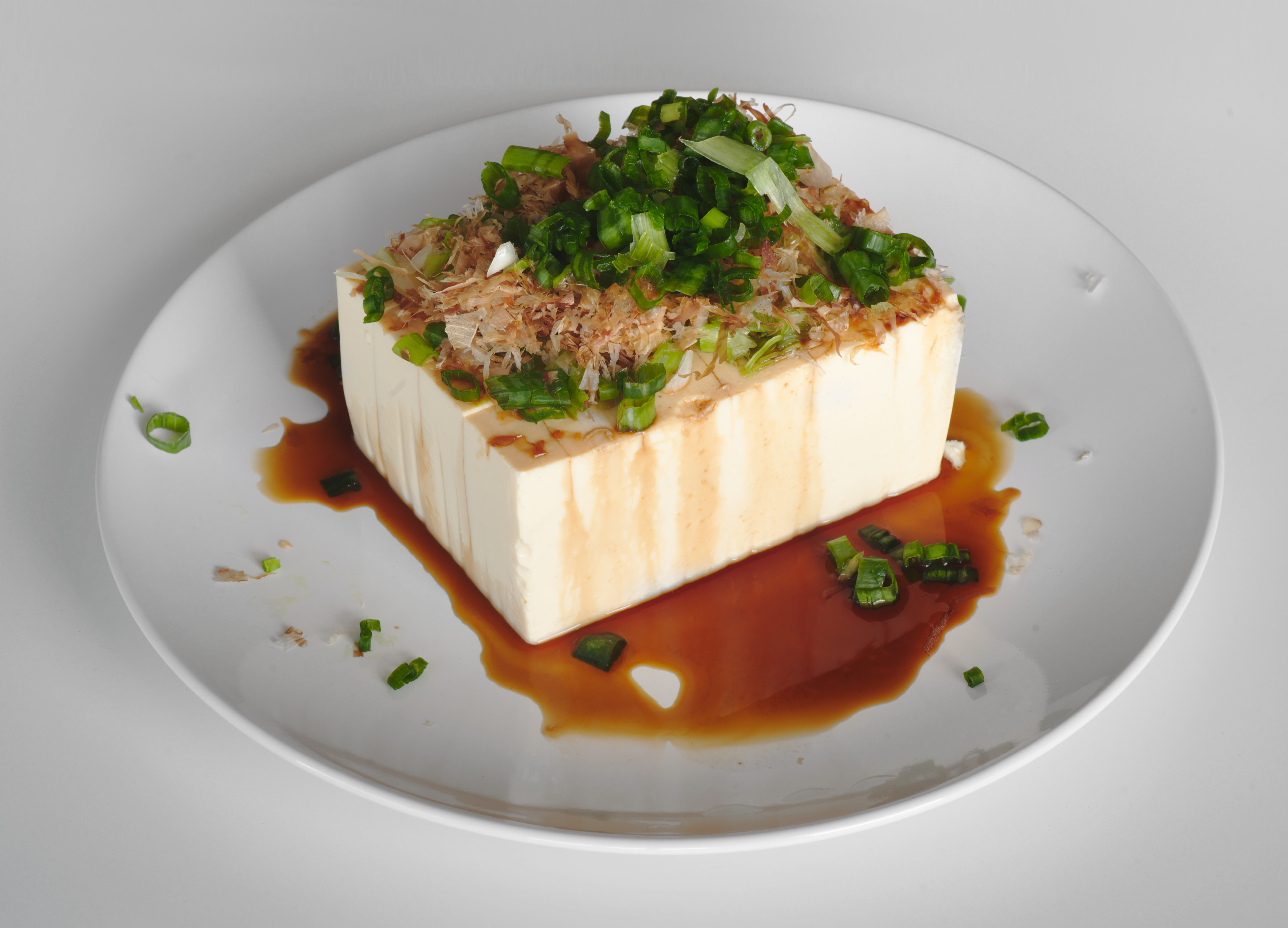
Một món Hiyayakko được bày biện với những phụ gia chuẩn như hành lá xắt nhỏ với katsuobushi (vảy cá ngừ vằn khô) và nước tương.

Hiyayakko (冷奴 (Lãnh nô) có nghĩa là "đậu phụ lạnh") là một món ăn của Nhật Bản được làm từ đậu phụ (tofu) lạnh đi kèm với những nguyên liệu khác được rải đều trên bề mặt món ăn.

## Nguyên liệu phụ gia

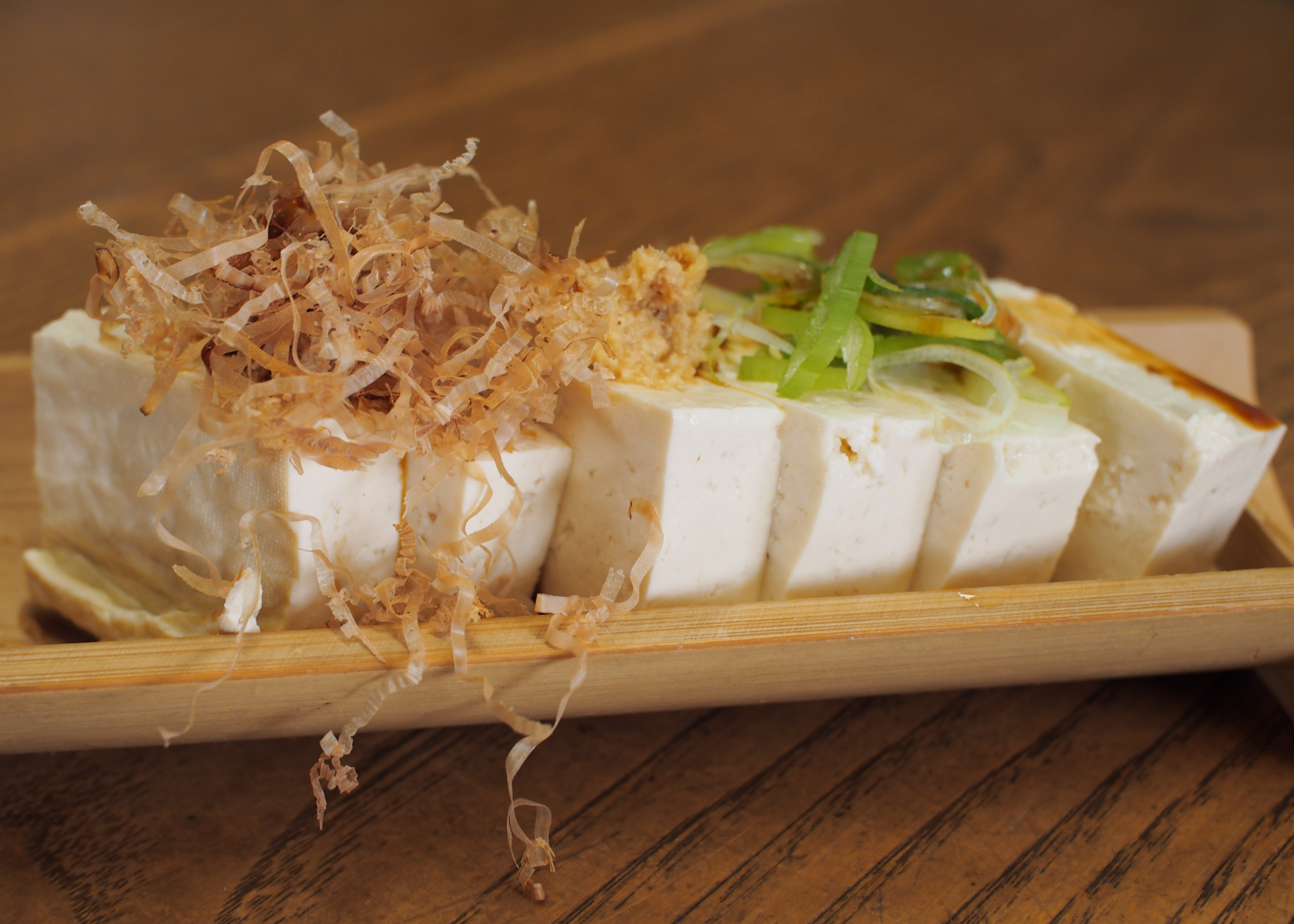
Hiyayakko phủ katsuobushi, gừng nạo và hành lá xắt nhỏ lên trên.

Có sự khác nhau giữa các nguyên liệu phụ gia được phủ lên đậu phụ, điều này tùy thuộc vào nhu cầu từng hộ gia đình và các nhà hàng, nhưng những nguyên liệu phụ gia chuẩn cho Hiyayakko hành lá xắt nhỏ với katsuobushi (vảy cá ngừ vằn khô) và nước tương . Các nguyên liệu phụ gia khác bao gồm:
- lá tía tô
- vỏ quả yuzu
- củ cải daikon
- gừng myoga thái lát
- gừng nạo
- đậu bắp thái lát
- bột mận
- mù tạt

## Lịch sử và bối cảnh ra đời

Huy hiệu Kuginuki mon (釘抜紋)

Hiyayakko còn có tên gọi khác là hiyakko hoặc yakko-dōfu . Hiya có nghĩa là "lạnh", và yakko dùng để chỉ những người hầu của samurai trong thời kỳ Edo ở Nhật Bản . Họ mặc một chiếc áo có gắn " biểu tượng thợ kéo đinh " trên vai; do đó, cắt một thứ gì đó (ví dụ đậu phụ) thành khối vuông được gọi là "cắt ra những khối yakko" (奴に切る yakko ni kiru). "Hiyakkoi" hoặc "hyakkoi", thuật ngữ thuộc phương ngữ Tokyo có ý nghĩa tương đương với "hiyayaka" (冷ややか) trong tiếng Nhật tiêu chuẩn, cũng có thể được xem như là từ nguyên gốc của nó. 
Trong Tofu Hyakuchin, người ta nói rằng hiyayakko nổi tiếng đến mức không cần giới thiệu.
Trong haiku, hiyayakko cũng là một từ chỉ mùa hè, xuất phát từ việc đậu phụ lạnh được ăn vào mùa hè, và nó sẽ được luộc trong nước xuýt vào mùa đông để giữ ấm.